# Hoya pubera
Hoya pubera är en oleanderväxtart som beskrevs av Carl Ludwig von Blume. Hoya pubera ingår i släktet Hoya och familjen oleanderväxter. Inga underarter finns listade i Catalogue of Life.